# Alchemilla ledebourii
Alchemilla ledebourii é uma espécie de rosácea do gênero Alchemilla, pertencente à família Rosaceae.